# Ханс Щефен
Ханс Щефен Хофман (на немски: Hans Steffen Hoffman) е германски географ и топограф на чилийска служба. Изследовател на Айсен в Западна Патагония.

## Биография

### Ранни години (1865 – 1889)
Роден е на 20 юли 1865 г. в пруското градче Фюрстенвердер (Fürstenwerder), сега в провинция Бранденбург, в лекарско семейство. След като завършва местното училище и берлинската гимназия през 1883 г., е приет в Берлинския университет – специалност история. През 1884 г. записва да учи и география в Университета в Хале. По време на следването си през 1886 г. извършва географско проучване на Долна Франкония. От 1887 до 1889 г. е на редовна военна служба.
През 1889 г. сключва договор с чилийското правителство и започва работа като преподавател по история и география в Педагогическия факултет на Чилийския университет.

### Експедиционна дейност (1893 – 1899)
През 1893 г. Щефен се включва от чилийска страна в съвместната аржентино-чилийска комисия по демаркацията на границата между двете страни, съгласно договора от 1881 година между Чили и Аржентина. Според член 1 от този договор границата трябва да премине по най-високите, вододелни части на Патагонските Анди, но поради непознаването на терена и хидрографията в региона, голяма част от чилийските територии трябва да преминат към Аржентина, което довежда до големи спорове между двете страни. За тази цел Стефан е натоварен от чилийското правителство да уточни релефа и хидрографията на района и от 1893 до 1899 извършва детайлни изследвания на западните склонове на Патагонските Анди.
През 1893 – 1894 г. се изкачва по река Палена (44º ю.ш.), открива двете реки, от които води началото си, и че северният ѝ приток извира от аржентинска територия на изток от езерото Хенерал-Пас. През 1894 – 1895 г. изследва долината на река Пуело (42º ю.ш.), а през 1896 – 1897 г. изследва река Айсън-Симпсън, вливаща се от юг, на 45º 30` ю.ш. в протока Мораледа. Открива, че северната съставяща я река извира от аржентинска територия. Същото явление открива и при река Сиснес (на север от Айсън-Симпсън), която изследва през 1897 – 1898 г. Река Сиснес се влива в протока Пуюгуапи (между континента на изток и остров Магдалена на запад).
В периода 1898 -1899 г., на 46º30`ю.ш. изследва масива Сан Валентин (4058 м) и проследява на югоизток от него река Бейкър вливаща се на 48º ю.ш. Установява, че реката е най-голяма в Южно Чили, и че северният ѝ извор е езерото Буенос Айрес, а южният – езерото Пуейредон (Кокрен). На юг от езерото Пуейредон изследва масива Сан Лоренсо (3700 м).
След приключване на полските дейности по демаркацията на границата от чилийска и аржентинска страна, двете страни са представени в арбитражния съд в Лондон, на който чилийската делегация се възглавява от Ханс Щефен, а аржентинската – от Франсиско Морено. През 1902 г. съдът се произнася окончателно в полза на Аржентина и двамата ръководители на демаркационната комисия са наградени с медали от английския крал.

### Следващи години
През следващите години Щефен публикува множество статии, посветени на Патагония и районите на чилийско-аржентинския спор. През 1913 г. поради влошено здравословно състояние напуска Чили и се установява в Швейцария, в района на Давос, където умира на 7 април 1937 г. на 71-годишна възраст.

## Съчинения
- Viajes y estudios en la región hidrográfica del Rio Puelo, Santiago de Chile, 1898;
- Relación de un viaje de estudio á la Región andina, Santiago, 1893;
- Memoria general sobre la espedicion esploradora del Rio Palena, Santiago, 1894.